# ボウル・ゲーム
ボウル・ゲーム (Bowl game) は、アメリカ合衆国のカレッジフットボールにおいて、シーズン後に行われる試合。レギュラーシーズン終了後の12月中旬から翌1月上旬にかけて開催される。基本的に、NCAAのディビジョン I-Aに属するチームのうち、レギュラーシーズンの成績優秀校が出場する。中でも、2013年シーズンまで行われていたボウル・チャンピオンシップ・シリーズや2014年シーズンから導入されたカレッジフットボール・プレーオフに絡む幾つかのボウル・ゲームは、ランキング上位校が出場するため特に位置づけが高い。試合を行うスタジアムがボウルの形状をしているので、ボウル・ゲームと呼ばれる。

## ディビジョン I-Aのボウル・ゲーム一覧

### カレッジフットボール・プレーオフ
- カレッジフットボール・プレーオフ決勝
- 準々決勝・準決勝指定ボウル - 以下6つのボウル・ゲームのうち2つが持ち回りで、3年に一度プレーオフの準決勝となる。
  - ローズボウル - カリフォルニア州パサデナ
  - シュガーボウル - ルイジアナ州ニューオーリンズ
  - オレンジボウル - フロリダ州マイアミ
  - コットンボウル - テキサス州アーリントン
  - ピーチボウル - ジョージア州アトランタ
  - フィエスタボウル アリゾナ州グレンデール

### その他のボウル・ゲーム
地名の他、スポンサー名などが名称に用いられている。
| - 68ベンチャーズボウル(2001-10年はGMACボウル) - リライアクエストボウル(1996-2022年はアウトバックボウル) - ゲイターボウル（ローズ、シュガー、オレンジ、コットンと旧5大ボウルゲームを形成していた） - シトラスボウル（1982年までタンジェリンボウル、2003-14年はキャピタルワンボウル） - アームドフォーセズボウル - サンボウル - フェイマス・アイダホポテトボウル（2004-06年はMPCコンピューターズボウル,ヒューマニタリアンボウルの名でも知られる） - ミュージックシティボウル - ギャランティード・レートボウル(2002-10年はインサイトボウル) - インディペンデンスボウル | - デュークス・マヨ・ボウル(2005-10年はマイネケ・カーケアボウル) - リバティボウル - アラモボウル - テキサスボウル - ポップタルトボウル(2004-11年はチャンプススポーツボウル) - ホリデーボウル - ハワイボウル - バーミンガムボウル（2006-10年はパパジョンズドットコムボウル） - ニューメキシコボウル - ラスベガスボウル - ニューオーリンズボウル - ピンストライプボウル |

### 廃止となったボウル・ゲーム
| - インターナショナルボウル - エメラルドボウル - モーターシティボウル - ポインセチアボウル |

## 日本におけるボウル・ゲーム
日本においてはボウル・ゲームの定義が異なり、学生・社会人（Xリーグ）を問わず、日本アメリカンフットボール協会が公認した試合が正式なボウル・ゲームとされる（ライスボウル、甲子園ボウルなど）。
ただし、必ずしもチャンピオンシップ・ゲームであるとは限らず、アメリカ同様の交流戦（ヨコハマボウル）など通常のリーグ戦ではないイベント性の強い試合を「 - ボウル」と呼称する事が多い。